# هیرشهورن (نکا)
شهر هیرشهورن در ایالت هسن در کشور آلمان واقع شده‌است.

## نگارخانه

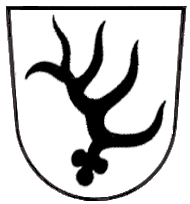